# جينيفر بومغاردنر
جينيفر بومغاردنر (مواليد 1970) هي كاتبة وناشطة وصانعة أفلام ومحاضِرة يستكشف عملها الإجهاض والجنس وازدواجية التوجه الجنسي والاغتصاب والأبوة العزباء وسلطة المرأة. من 2013 إلى 2017، شغلت منصب المدير التنفيذي/الناشر في المطبوعات النسوية في جامعة مدينة نيويورك، وهي مؤسسة نسوية أسستها فلورنس هاو عام 1970.
اشتهرت جينيفر لمساهمتها في تطوير الموجة النسوية الثالثة.

## نشأتها وحياتها الشخصية
نشأت بومغاردنر في فارغو بداكوتا الشمالية، وهي البنت الوسطى بين ثلاث بنات. التحقت بجامعة لورانس في أبليتون بويسكونسن، وتخرجت عام 1992. أثناء وجودها في لورانس، ساعدت في تنظيم «مسرح العصابات» المناهض للحرب، وقادت مجموعة نسوية في الحرم الجامعي، وشاركت في تأسيس صحيفة بديلة تسمى «الآخر» تركز على القضايا المتقاطعة مع التحرر. انتقلت إلى مدينة نيويورك بعد التخرج، وفي عام 1993 بدأت العمل كمتدربة بدون أجر لمجلة إم إس. بحلول عام 1997 أصبحت أصغر محررة في مجلة إم إس.
أثناء العمل في المجلة، وقعت بومغاردنر في حب متدربة، أناستازيا. انفصلا عام 1996، لكن العلاقة ألهمتها لكتابة مذكرات «انظروا في كلا الاتجاهين: سياسات ازدواجية التوجه الجنسي». في عام 1997 بدأت في مواعدة إيمي راي من فرقة إنديغو غيرلز. انفصل الثنائي عام 2002.
تعيش حاليًا في نيويورك مع زوجها مايكل وولديها سكولي وماغنوس.

## منتصف العمر
في عام 1998، تركت باومغراندر مجلة إم إس وبدأت الكتابة بشكل مستقل لمجموعة متنوعة من المجلات والمؤسسات الإخبارية، بما في ذلك نيويورك تايمز وإن بي آر. كتبت منذ ذلك الحين للعديد من المجلات، بما في ذلك غلامور وذا نيشن وبابل ومور وماكسيم. تشمل كتبها «مانفيستا: نساء شابات»، «النسوية والمستقبل»، «الشعبية: دليل ميداني النشاط النسوي» كتبته مع إيمي ريتشاردز، و«انظروا في كلا الاتجاهين: سياسات ازدواجية التوجه الجنسي». في عام 2004 أنتجت الفيلم الوثائقي «تحدثي: قمت بإجهاض»، والذي يحكي قصة عشر تجارب إجهاض للنساء من عشرينيات القرن الماضي حتى الوقت الحاضر، بما في ذلك مهندسة العدالة الإنجابية لوريتا روس، والصحفية والنسوية غلوريا ستاينم، والناشطة فلورنس رايس. كتبت عن كرات الطهارة (طقوس الاحتفال بالعذرية)، وعن استيلاء المستشفيات الكاثوليكية على المستشفيات العلمانية والقضاء على خدمات الإنجابية، الاغتصاب، وإرضاع ابن صديقتها.
عُرضت أعمال بومغاردنر في برامج من برنامج أوبرا وينفري إلى حديث الأمة على شبكة إن بي آر، وكذلك في نيويورك تايمز والساعة الإخبارية على شبكة بي بي سي وبيتش وعدة أماكن أخرى. ألقت خطابات رئيسية في أكثر من 250 جامعة ومنظمة ومؤتمر، بما في ذلك التحالف الوطني لمقدمي خدمات الإجهاض، وكلية أمهيرست، وملتقى استعيدوا الليلة في جامعة ويسكونسن-ماديسون، وتحالف النساء والدراسات الجندرية في نيو جيرسي. في عام 2003، أشاد بها نادي الكومنولث في كاليفورنيا في الذكرى المئوية لتأسيسه باعتبارها واحدة من ستة من متنوري القرن الحادي والعشرين، قائلًا: «في دورها كمؤلفة وناشطة، غيّرت جينيفر بشكل دائم الطريقة التي يفكر بها الناس حول النسوية… وستشكل المئة عام القادمة من السياسة والثقافة».